# Crewe (cratera)
Crewe é uma cratera medindo aproximadamente 3 km de diâmetro em Marte. Localizada a 25° Sul, 10° Oeste.
A cratera recebeu o nome da cidade de Crewe, Cheshire, Inglaterra.